# 日本歌劇学校
日本歌劇学校（にっぽんかげきがっこう）は、OSK日本歌劇団付属の劇団員の養成機関で、現在は休校中（事実上の廃校）。奈良市の近鉄あやめ池遊園地内にあった。

## 歴史・沿革
1922年（大正11年）、大阪で松竹楽劇部生徒養成所として設立された。大阪松竹歌劇団付属学校への改称を経て、1956年（昭和31年）4月より学校組織に改組。
1958年（昭和33年）4月に奈良市菅原町（現・あやめ池南1丁目）のあやめ池温泉場へ移転。1977年（昭和52年）12月に近鉄あやめ池遊園地内に新校舎が完成したため1978年（昭和53年）4月に新校舎へ移転。名称は他に松竹音楽学校、OSK松竹音楽学校、OSK日本歌劇学校とも。
劇団の経営悪化による合理化のため、歌劇学校は2000年（平成12年）より募集を停止し、2001年（平成13年）3月21日に74期生14名の卒業をもって休校している。なお劇団も親会社（近鉄）の支援打ち切りのため2003年（平成15年）に一度解散した。
その後再結成されたOSK日本歌劇団は、現在では歌劇学校の代わりに研修所を設け、劇団員の養成を再開・継続している。制度の一部は歌劇学校を踏襲している。

## 特徴
本科・研究科の二年制。各学年の首席は「組長」・次席は「副組長」に任命され、学年をまとめる。定員は30名で、1990年代の倍率は5-6倍。
制服は、グレーのブレザー/ベストに同色のプリーツスカート。ブラウスにはリボンを付ける。通学時には帽子も着用する。
授業は1コマ1時間50分で、バレエ・日舞・演劇・声楽など女性歌劇の舞台に必要な科目を学ぶ。若手劇団員が近鉄バファローズの応援パフォーマンスを行うようになってからは、1996年（平成8年）より歌劇学校でもチアリーディングが取り入れられた。
中学卒業後の独身女性が受験することができたため、宝塚音楽学校よりチャンスが多い。このため年度によっては、短大卒・大学中退の者も入団可能だった。
また宝塚と併願する者も多かったが宝塚より試験時期が早いため、OSK機関誌に入学者（本科生）として掲載された後、宝塚へ進学した者もいた。学校生時代から本名でプロフィールが掲載され、芸名が決まった後も本名と併記される。プロフィールには身長だけでなく、体重・スリーサイズも記載されたこともある。